# Тхобега, Дональд
Дональд Тхобега (англ. Donald Thobega; 21 октября 1974, Рамоцва, Ботсвана — 28 апреля 2009, Лобаце, Ботсвана) — ботсванский футболист, полузащитник. Умер 28 апреля 2009 года из-за травм, полученных в автокатастрофе.

## Карьера
Дональд начал профессиональную карьеру в футбольном клубе «Могодитшейн Файтерс» из города Могодичане. В составе данного клуба он играл в период с 1998 по 2005 год.
В 2005 году перешел в ФК «Ботсвана Дифенс Форс XI» из Габороне.
С 1999 по 2006 год вызывался в национальную сборную. В её составе провел 6 официальных матчей.